# لدك (كورنوال)
لدك (بالإنجليزية: Ladock)‏ هي قرية و أبرشية مدنية تقع في المملكة المتحدة في إنجلترا. يقدر عدد سكانها بـ 1,576 نسمة .